# Интерлейкин 7
Интерлейкин 7 — лимфопоэтический фактор роста, который у человека кодируется геном IL7. Интерлейкин-7 относится к короткоцепочечным цитокинам 1-го типа семейства гематопоэтина. Интерлейкин 7 занимает особое положение среди других цитокинов из-за его уникальной функции в гематопоэзе, не дублирующейся другими факторами. Отсутствие функционального интерлейкина 7 может быть одной из причин тяжёлого комбинированного иммунодефицита.

## Структура гена и белка
Впервые ген мышиного интерлейкина 7 был клонирован в 1988 году, а человеческого — в 1989. Человеческий ген локализован в длинном плече 8-й хромосомы и содержит 6 экзонов. Гомология между мышиным и человеческим геном составляет 81 % в кодирующей области.
Человеческий ген кодирует белок длиной 177 аминокислотных остатков и расчётной молекулярной массой около 20 кДа. Первые 25 N-концевых аминокислотных остатков представляют собой сигнальный пептид, который впоследствии отщепляется с формированием зрелой формы белка длиной 152 аминокислотных остатков и расчётной молекулярной массой 17,4 кДа. Однако из-за того, что интерлейкин 7 подвергается интенсивному гликозилированию, его реальная молекулярная масса составляет около 25 кДа.

## Распространение
Интерлейкин 7 синтезируется главным образом негемопоэтическими клетками: стромальными клетками костного мозга и лимфатических узлов, эпителиальными клетками тимуса и кишечника, кератиноцитами, клетками печени (в том числе эмбриональной), дендритными и фолликулярными дендритными клетками.
Рецептор интерлейкина 7 представляет собой гетеродимерный комплекс трансмембранных белков: α-цепи рецептора интерлейкина 7 (IL-7Rα, или CD127) и γ-цепи рецептора интерлейкина 2 (IL-2Rγ, cγ-цепь, или CD132). Этот рецептор синтезируется в клетках лимфоидного ряда, включая развивающиеся Т- и В-лимфоциты, а также естественные киллеры. Некоторые клетки системы врождённого иммунитета, такие как дендритные клетки и макрофаги, также синтезируют рецептор интерлейкина 7. Из негемопоэтических клеток этим рецептором обладают остеокласты, эндотелиоциты кровеносных и лимфатических сосудов и предшественники нервных клеток.

## Функции
Интерлейкин 7 играет исключительно важную роль в созревании и размножении клеток лимфоидного ряда: результатом отсутствия функционального интерлейкина 7 в организме является лимфопения и, как следствие, тяжёлый иммунодефицит. Т-лимфоциты и естественные киллеры более чувствительны к отсутствию интерлейкина 7, чем В-лимфоциты; В-лимфоциты мышей более чувствительны, чем В-лимфоциты человека. При отсутствии интерлейкина 7 полностью блокируется процесс формирования Т-лимфоцитов γδ, Т-лимфоциты αβ созревают, но их количество снижается.  При увеличении количества интерлейкина 7 уровень В- и Т-лимфоцитов в крови повышается.
По-видимому, интерлейкин 7 также принимает участие в формировании некоторых лимфоузлов, потому что они могут быть необычно маленьким или отсутствовать у мышей, у которых нет гена IL7.
В экспериментах на старых макаках-резус, получавших лечение рекомбинантным интерлейкином-7, показано что такое лечение повышало их способность реагировать на вакцинацию против гриппа. Поскольку у пожилых людей естественная защита от инфекционных заболеваний таких как пневмония или грипп снижена, а вакцинация не всегда достаточно эффективна, очевидно, имеет смысл наряду с вакцинами разработать и способы  для восстановления иммунной функции у пожилых людей путем ее улучшения с помощью лечения рекомбинантным интерлейкином 7..